# 賈季涅齊
50°20′28″N 27°55′9″E / 50.34111°N 27.91917°E
賈季涅齊（烏克蘭語：Зятинець），是烏克蘭北部的村莊，隸屬日托米爾州的茲維亞赫爾區。該村面積3.24平方公里，海拔高度228米，2001年人口12，人口密度每平方公里3.7人。